# Bangba
Die Sprache Bangba (auch abangba genannt; ISO 639-3: bbe) ist eine ubangische Sprache aus der Sprachgruppe der Mayogo-Bangba-Sprachen, die von über 11.000 Personen in der Provinz Orientale des Kongo gesprochen wird, namentlich in den Territorien Niangara und Watsa.
Die Sprache hat zwei Dialekte, die nach den Standorten, in denen die Sprache gesprochen wird, benannt werden: kopa und tora. Lexikalische Ähnlichkeit hat die Sprache mit Mayogo [mdm] und Mündü [muh].